# Himmelsleiter (Berg)
Die Himmelsleiter ist ein 774,3 m ü. NHN hoher Berg bei Cursdorf im Landkreis Saalfeld-Rudolstadt. Der Berg ist somit nur geringfügig niedriger als der unweit nordöstlich gelegene Kirchberg (784,2 m). 
Der Gipfel der Himmelsleiter befindet sich etwa in der Mitte zwischen Cursdorf im Nordwesten und Deesbach im Osten.